# Satellite troiano

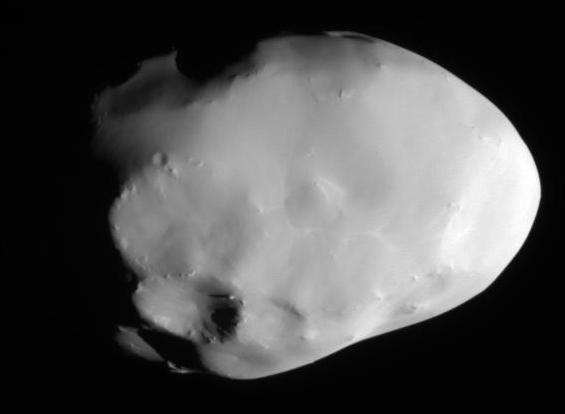
Telesto, satellite troiano di Teti.

Un satellite troiano o satellite coorbitale è un satellite naturale di un pianeta che occupa i punti di Lagrange L4 o L5 di un sistema pianeta-luna. I satelliti troiani sono così denominati per analogia con gli asteroidi troiani, che occupano i punti L4 e L5 del sistema Sole-Giove.
Ne sono noti quattro esempi, tutti nel sistema di Saturno: Telesto e Calipso sono situati davanti e dietro Teti, mentre Elena e Polideuce precedono e seguono Dione.
I punti lagrangiani del sistema Terra-Luna sono stati ripetutamente oggetto di ricerca di satelliti troiani; in essi sono state rinvenute lievi sovrabbondanze di polveri chiamate nubi di Kordylewski.